# Scoparia elliptica
Scoparia elliptica är en grobladsväxtart som beskrevs av Adelbert von Chamisso. Scoparia elliptica ingår i släktet Scoparia och familjen grobladsväxter. Inga underarter finns listade i Catalogue of Life.